# Флавий Ульпий Эритрий
Флавий Ульпий Эритрий (лат. Flavius Ulpius Erythrius) — римский политический деятель конца IV века.
В 384—385 годах Эритрий занимал должность презида (наместника) Фиваиды. За заслуги его правления этой провинции он был удостоен статуи. В 388 году Эритрий был префектом августалом (то есть, префектом Египта), хотя некоторые документы указывают на то, что ещё в 387 году он уже находился на этом посту.
Эритрий был зятем префекта Константинополя Феодора.